# Осумасшедшевшие Безумцы
Товарищество Мастеров Искусств Осумасшедшевшие Безумцы / ОсумБез — арт-объединение поэтов, прозаиков, художников, фотографов и музыкантов.

## История создания
Товарищество Мастеров Искусств «Осумасшедшевшие Безумцы» было создано поэтом Мирославом Немировым в Москве в 1999 году.
Второй созыв Товарищества был осуществлён в 2002 году. Датой основания Товарищества считается 4 июля 2002 года, когда был организован благотворительный концерт ОсумБеза в поддержку художника Авдея Тер-Оганьяна.
Действовало объединение до осени 2005 года. Это если формально, неформально — продолжает действовать до сих пор, распространяя свое воздействие на всё новых и новых людей, с февраля 2016 годо уже, к сожалению, без самого Мирослава Немирова.
В октябре 2002 Мирослав Немиров пишет Манифест Осумасшедшевших Безумцев где постулирует кто может быть осумбезумцем — "Все осумбезы собрались, объединившись скорее вокруг этических принципов. Чтобы сочинения были — офигительные, а не «И так сойдёт, раз пипл хавает». "
Товарищество являлось международным. География ОсумБеза: Москва, Санкт-Петербург, Иерусалим, Южная Калифорния, Торонто, Республика Конго, Тюмен ь.
Участники Товарищества выступали в Москве (О.Г.И., Bilingua, новый «Живой уголок» и проч.), Санкт-Петербурге, Перми, Тюмени (Ермолаев, ТГУ), Ростове-на-Дону и др.
В 2005 году в издательстве «GIF» вышел аудиодиск ОсумБеза с авторскими чтениями стихов В.Богомякова, В.Емелина, В.Нескажу (Брунов), К.Крылова, М.Немирова, А.Родионова.
В союзниках Товарищества — Митьки, питерское издательство «Красный матрос», Галерея Марата Гельмана.
4 июля 2017 Осумбез отпраздновал своё 15-летие.

## Участники группы
- Александров, Дмитрий (фотохудожник)
- Максим Белозор
- Владимир Богомяков (Тюмень)
- Юлия Беломлинская
- Брунов, Владимир «Нескажу»
- Дмитрий Данилов
- Декова, Ксения (модельер, Санкт-Петербург)
- Дудина, Ирина (Санкт-Петербург)
- Всеволод Емелин
- Зезенкова, Ирина «Донли» (Сан-Диего, Калифорния, США)
- Краснов, Александр (фотохудожник)
- Круг, Павел
- Курбатов, Александр
- Лесин[2], Евгений
- Лукомников, Герман
- Манаев, Георгий
- Мирослав Немиров
- Немирова, Гузель (Птичка Гузель)[6]
- Плотников, Игорь (Канада)
- Резник, Шауль (Иерусалим, Израиль)[6]
- Александр Роданский (Иванов) (Ростов-на-Дону)
- Андрей Родионов
- Шаповалов, Юрий (Тюмень)
- Шерман, Юдик (Константин Крылов)
- Панк-группа «Чернозем» (Тюмень)[6] (Тюмень)